# John Cygan
John Cygan (Nova Iorque, 27 de abril de 1954 – Los Angeles, 13 de maio de 2017) foi um ator e dublador estadunidense. É conhecido por ter participado de séries como The Commish e The X-Files e por fazer dublagem nos jogos de Star Wars e Metal Gear Solid 2: Sons of Liberty e animações como Ben 10 e Toy Story 3.

## Filmografia

### Filmes e séries
- The Commish (1992-1996)
- Bob (1992)
- Crow's Nest (1993)
- The X-Files (1994)
- The Commish: In the Shadow of the Gallows (1995)
- Becker (2001)
- NYPD Blue (2002)
- Judging Amy (2003)
- The Shield (2006)

## Dublagem

### Animações
- Treasure Planet (2002)
- The Grim Adventures of Billy & Mandy (2004)
- Ice Age: The Meltdown (2006)
- Cars (2006)
- Surf's Up (2006)
- Ben 10 (2007)
- Horton Hears a Who! (2008)
- WALL-E (2008)
- Up (2009)
- Cloudy with a Chance of Meatballs (2009)
- Ponyo (2009)
- Toy Story 3 (2010)

### Vídeo games
- Star Wars: Shadows of the Empire (1996)
- Star Wars: X-Wing Alliance (1999)
- Grandia II (2000)
- Star Wars: Galactic Battlegrounds (2001)
- Metal Gear Solid 2: Sons of Liberty (2001)
- Metal Gear Solid 2: Substance (2002)
- Dark Chronicle (2002)
- Arc the Lad: Twilight of the Spirits (2003)
- Star Wars: Knights of the Old Republic (2003)
- Painkiller (2004)
- The Punisher (2004)
- EverQuest II (2004)
- Star Wars: Knights of the Old Republic II: The Sith Lords (2004)
- X-Men Legends II: Rise of Apocalypse (2005)
- Destroy All Humans! (2005)
- SOCOM: U.S. Navy SEALs Fireteam Bravo (2005)
- SOCOM U.S. Navy SEALs: Combined Assault (2006)
- SOCOM: U.S. Navy SEALs Fireteam Bravo 2 (2006)
- Marvel: Ultimate Alliance (2006)
- Medal of Honor: Vanguard (2007)
- Metal Gear Solid 4: Guns of the Patriots (2008)
- Rise of the Argonauts (2008)
- Call of Juarez: Bound in Blood (2009)
- Prince of Persia: The Forgotten Sands (2010)
- Toy Story 3: The Game (2010)